# Robert De Temmerman
Robert De Temmerman (Sint-Maria-Horebeke, 26 maart 1917 – Oudenaarde, 22 april 2013) was een Belgisch politicus.
Hij was burgemeester van de deelgemeente Sint-Maria-Horebeke, thans een deelgemeente van Horebeke. Daarnaast was hij voorzitter van de kerkfabriek Sint-Maria-Horebeke en voorzitter van de toenmalige zuivelfabriek Samenwerkende Melkerij De Maagd.